# Vetulina stalactites
Vetulina stalactites är en svampdjursart som beskrevs av Schmidt 1879. Vetulina stalactites ingår i släktet Vetulina och familjen Vetulinidae.
Artens utbredningsområde är havet kring Barbados. Inga underarter finns listade i Catalogue of Life.